# پروتوپوپینتسی
پروتوپوپینتسی (به بلغاری: Protopopintsi) یک منطقهٔ مسکونی در بلغارستان است که در استان ویدین واقع شده‌است.
 پروتوپوپینتسی ۱۰٫۲۹۵۲۰۳ کیلومتر مربع مساحت و ۳۸ نفر جمعیت دارد و ۲۷۶ متر بالاتر از سطح دریا واقع شده‌است.